# Podocarpus aristulatus
Podocarpus aristulatus — вічнозелене дерево невеликого або середнього розміру з сімейства хвойних Podocarpaceae. Зустрічається на карибських островах Гаїті і Куба.

## Опис
Podocarpus aristulatus досягає 10–20 метрів у висоту. Листки від еліптичних до лінійних, 2–4 см завдовжки і 5–8 мм завширшки, розташовані спірально на пагонах. Насіннєві шишки ягодоподібні, з м'ясистим червоним квітколожем та одним (іноді двома) верхівковим насінням довжиною 7–10 мм.

## Використання
Виготовляють рукоятки сокир та ін. Його листя використовується для лікарських чаїв. Згідно з релігійними віруваннями місцевості, невеликі шматочки кладуть над дверною коробкою з внутрішньої сторони будинків, щоб відлякати злих духів.